# Телис-Пирис
Телис-Пирис или Сан-Мануэл — река в Южной Америке.
Находится в северо-западной части Бразилии. Длина реки составляет около 1370 км. Течёт с запада на восток. Имеет ряд крупных притоков. Сливается с Журуэной, образуя Тапажос — один из крупнейших притоков Амазонки.
Имеет правый приток — Риу-Кристалину.